# Kalundborg Museum
Kalundborg Museum er et statsanerkendt kulturhistorisk museum for Kalundborg og omegn. Museet viser byens og egnens historie fra oldtiden gennem vikingetiden og middelalderen frem til nyere tid. Desuden er der en udstilling om havnen og skiftende særudstillinger. I museets have er der indrettet en kulturbotanisk have med gamle planter. Om sommeren er der udstillet en model af byen, som den så ud omkring 1650.
Museet blev stiftet i 1910 og har til huse i Lindegården, der er en sekslænget bindingsværksgård i Kalundborgs middelalderlige højby. Lindegården er bygget oven på rester af Valdemar Atterdags middelalderlige bymur, og de ældste dele af gården er bygget sidst i 1500-tallet.
Fra 2013 er museet en del af Museum Vestsjælland.